# NGC 7648
NGC 7648 é uma galáxia lenticular (S0) localizada na direcção da constelação de Pegasus. Possui uma declinação de +09° 40' 06" e uma ascensão recta de 23 horas, 23 minutos e 54,2 segundos.
A galáxia NGC 7648 foi descoberta em 18 de Outubro de 1784, por William Herschel.